# Placy
Placy è un ex comune francese di 132 abitanti situato nel dipartimento del Calvados nella regione della Normandia. Dal 1º gennaio 2019 è stato accorpato ad altri quattro comuni per formare il nuovo comune di Cesny-les-Sources.

## Società

### Evoluzione demografica
Abitanti censiti